# Phạm Thị Mỹ Ngọc
Phạm Thị Mỹ Ngọc (sinh năm 1986) là đại biểu Quốc hội Việt Nam khóa 13, thuộc đoàn đại biểu Ninh Bình.

## Tiểu sử
Bà sinh ngày 11/11/1986, Dân tộc Kinh, không tôn giáo. Quê quán ở xã Ninh Mỹ, huyện Hoa Lư, tỉnh Ninh Bình.
Bà có Trình độ chuyên môn là Bác sĩ đa khoa.
Nghề nghiệp, chức vụ: Bác sĩ Khoa sơ sinh, bệnh viện Sản nhi tỉnh Ninh Bình
Nơi làm việc: Khoa sơ sinh, bệnh viện Sản nhi tỉnh Ninh Bình
Nơi ứng cử: Ninh Bình